# Židovska nevjesta
Židovska nevjesta (nizozemski: Het Joodse bruidje) je slavno ulje na platnu baroknog slikara Rembrandta van Rijna čiji je naziv jako dvojben. Ono što je istina je kako je riječ o jednoj od Rembrandtovih najpoetičnijh slika intimnog i iskrenog okružja. Gotovo je besprijekorno naslikana sa širokim, a opet plošnim, formama, poput zastora beskrajnih preklapanja zlatnih i crvenkastih poteza kista čije boje sjaje na svjetlu, ili gube snagu u dubini tamne prostorije. Prema riječima Rebrandtova biografa,  Christopera Whitea, riječ je o „jednom od najboljih izričaja nježnog spoja duhovne i tjelesne ljubavi u povijesti slikarstva”

## Dvojbe o nazivu
Poput Noćne straže, i ovo djelo je žrtva pogrešnog imenovanja kojemu bi danas bilo besmisleno vratiti izvorni naziv. Slika zapravo ne prikazuje židovski bračni par, kao što se mislilo u 19. stoljeću kada je nasto njezin romantičarski naziv, ali nema dvojbe o intimnosti para koju je težio prikazati umjetnik. Naime, na slici muškarac polaže svoju ruku na ženine grudi dok ona instinktivno podiže svoju ruku kako bi zaštitila svoju čednost u klasičnoj pozi Venus pudica koju je Rembrandt zasigurno poznavao iz bakropisa ili odljeva klasičnih skulptura. No također, par pokazuje znakove uzajamne nježnosti, te ovo nije prizor običnog zavođenja, što je sasvim često u nizozemskom slikarstvu. Danas znanstvenici uglavnom smatraju kako se radi o prikazu Izaka koji grli svoju suprugu Rebeku dok ih krijomice promatra Abimelek (Knjiga postanka, 26:8). a koji je Rembrandt već prikazao na jednom ranijem crtežu. Ukratko, riječ je o biblijskoj priči kako je Izak, dok je boravio u filistejskoj zemlji, predstavio Rebeku kao svoju sestru, jer su Filistejci, ako su željeli zavoditi Rebeku kao njegovu ženu, običajno bili primorani najprije ubiti njezina muža. No, jednog ih je dana Abimelek, filistejski kralj, spazio kako potajno vode ljubav te je pretpostavio istinu - kako su oni muž i žena. Kralj zamjera Izaku za obmanu ističući kako bi bilo tko, da je legao s Rebekom, u svoj svojoj nevinosti i ne znanju da je riječ o udanoj ženi, na sebe i svoje ljude navukao beščašće.
Rembrandtu voajerizam nije bio stran, ali ga je ovdje gurnuo duboko u pozadinu. Također, par ne bi mogao biti više odjeven, a zagrljaj ne bi mogao biti čedniji. Zbog toga neki kritičari smatraju kako je riječ o bračnom portretu umjetnikova sina Titusa i njegove žene Magdalene van Loo koji su vjenčani 10. veljače 1668. god. No, drugi smatraju da je prikazan srednjovječni muškarac, a ne mladić, što dovodi do tako česte dvojbe o motivu Rembrandtovih slika.